# Ovangoul
Ovangoul est un village du Cameroun, situé dans la commune de Mbalmayo, le département du Nyong-et-So'o et la région du Centre.

## Population
En 1963, Ovangoul comptait 250 habitants, principalement des Bané. Lors du recensement de 2005, on y a dénombré 270 personnes.

## Personnalités liées
- Prosper Nkou Mvondo (1965-) : universitaire et homme politique camerounais